# Mamiya ZD
Die Mamiya ZD war die erste integrierte digitale Mittelformatkamera. Sie wurde im März 2006 durch Mamiya Digital Imaging eingeführt. Sie verfügte über einen Bildsensor mit 22 Millionen Pixeln und war kompatibel mit den Objektiven der Mamiya 645AFD. Parallel dazu erschien eine digitale Kamerarückwand mit dem gleichen Sensor, um vorhandene herkömmliche Mittelformatkameras der Modelle 645AFD und RZ67 Pro IID für die digitale Fotografie umzurüsten.
Der Sensor hat laut Mamiya eine Größe von 48 × 36 mm, was nur ein Ausschnitt des Negativformates der Mamiya 645AF mit 6 × 4,5 cm ist. Es wird daher beim Einsatz herkömmlicher Objektive nur ein Teil („Crop“) des Bildes genutzt.
Der D/A-Wandler der Mamiya ZD arbeitet mit 14 Bit, die RGB-Farbkanäle werden mit je 12 Bit pro Kanal gespeichert. Kamera wie Rückteil haben eine Aufnahme für CompactFlash- sowie SD-Speicherkarten. Über eine Firewire-Schnittstelle sind Kamera und Rückteil an einen PC anschließbar und können über diesen ferngesteuert werden. 
Der für die Kamera entwickelte ASIC-Prozessor (Application Specific Integrated Circuit) verarbeitet laut Hersteller die Daten in Echtzeit.
Die Kamera verfügt u. a. über verschiedene Weißabgleichmodi, eine Serienbildfunktion mit 1,2 Bildern/Sekunde und diverse Belichtungsautomatiken. Die Belichtungszeiten reichen von 30 s bis zu 1/4000 s; Langzeitbelichtungen sind durch eine Bulb-Funktion möglich. Der Belichtungsindex kann von ISO 50 bis 400 eingestellt werden.